# Бережная, Лариса Витальевна
Лари́са Вита́льевна Бережна́я (род. 28 февраля 1961, Киев) — советская и украинская легкоатлетка, специалистка по прыжкам в длину. Выступала за сборные СССР и Украины по лёгкой атлетике в середине 1980-х — начале 1990-х годов, победительница и призёрка мировых и европейских первенств, обладательница серебряной медали Игр доброй воли, участница летних Олимпийских игр в Барселоне.

## Биография
Лариса Бережная родилась 28 февраля 1961 года в Киеве Украинской ССР.
Впервые заявила о себе на взрослом международном уровне в сезоне 1986 года, когда вошла в состав советской национальной сборной и выступила на Играх доброй воли в Москве, где заняла в прыжках в длину седьмое место.
В 1989 году выиграла чемпионат СССР в Гомеле, завоевала бронзовую медаль на чемпионате мира в помещении в Будапеште.
На Играх доброй воли 1990 года в Сиэтле стала в прыжках в длину серебряной призёркой, уступив только соотечественнице Инессе Кравец, тогда как на чемпионате Европы в Сплите остановилась в шаге от призовых позиций, став в финале четвёртой.
В 1991 году одержала победу на мировом первенстве в помещении в Севилье и завоевала бронзовую медаль на летнем мировом первенстве в Токио, где её превзошли американка Джекки Джойнер-Керси и Хайке Дрекслер. На соревнованиях в Гранаде установила рекорд Украины, показав результат 7,24 метра.
Выиграв чемпионат Европы в помещении в Генуе, вошла в состав Объединённой команды и удостоилась права защищать честь страны на летних Олимпийских играх 1992 года в Барселоне. В программе женских прыжков в длину сделала лишь одну неудачную попытку и из-за травмы досрочно завершила своё выступление, не показав никакого результата.
После распада Советского Союза продолжила выступать на крупных международных соревнованиях за сборную Украины. Так, в 1993 году заняла пятое место на чемпионате мира в помещении в Торонто и получила серебряную награду на чемпионате мира в Штутгарте, проиграв финале немке Дрекслер.